# Megadrive Portable
Megadrive Portable — портативная игровая приставка, разработанная без лицензии на основе 16-битной игровой консоли Sega Mega Drive и оснащённая полноцветным жидкокристаллическим экраном с высоким разрешением.

## История создания
Портативная игровая приставка Megadrive Portable была разработана на основе 16-битной игровой консоли Sega Mega Drive (Sega Genesis). Ранее Sega выпускала портативную версию консоли — SEGA Nomad. Она имела возможность подключения к телевизору и возможность подключения второго геймпада. Недостатками консоли являлись большие габариты, вес и энергопотребление.
В Megadrive Portable были решены проблемы, которые имела Sega Nomad, однако отсутствует совместимость с ранее выпущенными картриджами — приставка использует миниатюрные серые картриджи с другим разъёмом, хотя электрическая совместимость сохраняется, также у Megadrive Portable нет возможности подключения второго геймпада.
К недостаткам Megadrive Portable можно отнести то, что она питается от четырёх батареек типоразмара AAA, а не от встроенного аккумулятора.
Консоль Megadrive Portable представлена в трёх цветовых вариантах корпуса:
- Синий с зелёными кнопками (снята с производства)
- Серебристый с тёмно-серыми кнопками
- Синий с тёмно-серыми кнопками

В двух последних вариантах TCT6001H и Altera Max II заменены бескорпусными аналогами

### Megadrive Portable 3D
15 января 2008 года была выпущена модифицированная версия приставки под названием Megadrive Portable 3D. Основным её отличием от предшественницы стало наличие большого 3-дюймового экрана (у предыдущей модели экран 2,5 дюйма). Также был немного изменён дизайн.
Полный список изменений:
1. Сверхъяркий экран диагональю 3 дюйма.
2. Аккумулятор Li-pol 1100 Mah в комплекте (вместо батареек).
3. Адаптер для подзарядки.
4. Различные варианты цвета корпуса (см. ниже).
5. TCT6001H заменили на TCT6703, Altera Max II заменили тремя микросхемами логики, добавлена микросхема памяти Flash с прошивкой где в настройках можно менять регион приставки

На данный момент консоль Megadrive Portable 3D представлена в 4-х цветовых вариантах корпуса:
- Фиолетовый с зелёными кнопками
- Серебряный с тёмно-серыми кнопками
- Синий с зелёными кнопками
- Чёрный с чёрными кнопками

## Технические подробности
- Процессор, сопроцессор и весь чипсет заменяют чип tectoy TCT6001H и ПЛИС altera Max II. Технические характеристики (частота процессора, объём памяти и т. п.) идентичны таковым у Sega Mega Drive.
- Программная совместимость с Sega Mega Drive, но из-за мелких недостатков реализации устройство некорректно работает с некоторыми играми.
- 1 слот для картриджа
- 1 разъём для стереонаушников
- 1 разъём для вывода изображения и звука на телевизор

## Комплектация

### Megadrive Portable
- Портативная приставка (консоль)
- Стерео наушники (3,5 мм)
- Сетевой адаптер 220 Вольт (на выходе 5 вольт 200 ма)
- Шнур телевизионный AV (длина 3м)
- Элементы питания ААА (4 шт)
- Игровой картридж с пятью играми Sonic the hedgehog, Tiny Toon Buster’s hidden treasure, Spider Man vs the kingpin, Rambo III, Championship Pro-Am (в вариантах корпуса «Серебристый с тёмно-серыми кнопками» и «Синий с тёмно-серыми кнопками» игры на комплектном картридже совсем другие, но их тоже пять)
- Инструкция по эксплуатации
- Каталог игр
- Защитная плёнка (только в вариантах корпуса «Серебристый с тёмно-серыми кнопками» и «Синий с тёмно-серыми кнопками»)

Также дизайн коробки у вариантов «Серебристый с тёмно-серыми кнопками» и «Синий с тёмно-серыми кнопками» отличается от первого (Синий с зелёными кнопками)

### Megadrive Portable 3D
- Портативная приставка (консоль)
- Игровой картридж с пятью (в первых партиях с восемью) играми
- Защитная плёнка для дисплея
- Тряпочка для протирки дисплея
- Стерео наушники (3,5 мм)
- Сетевой адаптер 220 Вольт
- Шнур телевизионный AV (длина 3м)
- Чехол
- Инструкция по эксплуатации

В комплектацию Megadrive Portable 3D также входит Li-pol аккумулятор ёмкостью 1100 Mah (вместо батареек) и адаптер для подзарядки.

## Аксессуары
На данный момент для консоли представлены следующие аксессуары:
- Плёнки 2-х видов для защиты экрана от царапин.
- Адаптер для Megadrive Portable и Megadrive Portable 3D.
- Шнур AV для подключения приставки к телевизору.
- Наушники Megadrive Portable (2-х видов).
- Аккумулятор для Megadrive Portable 3D (в оригинальной Megadrive Portable используются обычные батарейки).

## Игры
В системе используются оригинальные картриджи, не совместимые со стационарной SEGA Mega Drive. Они представляет собой так называемые флэш-картриджи, куда может быть записано от одной до нескольких (игровые сборники) игр.
На данный момент для Megadrive Portable выпущено более 140 игр на русском языке, включая различные сборники.

## Недостатки
- Внешний вид консоли частично позаимствован у Game Boy Advance
- Наличие всего лишь 3 (A, B, C) кнопок управления вместо 6 (A, B, C, X, Y, Z) может вызвать неудобство при управлении играми с поддержкой всех 6 кнопок.